# Washington Terrace
Washington Terrace – miasto w Stanach Zjednoczonych, w stanie Utah, w hrabstwie Weber.